# Franco Andreoli
Franco Andreoli (2 december 1915 - 5 februari 2009) was een Zwitsers voetballer die speelde als verdediger.

## Carrière
Andreoli speelde gedurende zijn hele carrière voor FC Lugano en veroverde in 1938 en 1941 de landstitel met de club.
Hij speelde 14 interlands voor Zwitserland, waarin hij niet kon scoren.
In 1950 was hij coach van Zwitserland en nam als coach deel aan het WK voetbal 1950 in Brazilië.

## Erelijst
- FC Lugano
  - Landskampioen: 1938, 1941